# Califfato abbaside
Il Califfato abbaside (in arabo الخلافة العباسية‎?, al-khilāfa al-‘abbāsiyya) fu il terzo dei quattro califfati principali istituiti dopo la morte di Maometto, governato dalla dinastia degli Abbasidi. Prende il nome da al-ʿAbbās b. ʿAbd al-Muṭṭalib - zio paterno del profeta Maometto e trisavolo del fondatore della dinastia - che si vuole si fosse convertito alla religione predicata dal nipote in una data imprecisata che i detrattori della dinastia ponevano nella sera immediatamente precedente alla conquista (fatḥ) della Mecca da parte dei musulmani (630).
Il Califfato abbaside ebbe inizio in seguito al rovesciamento della dinastia omayyade, avvenuto nel contesto della cosiddetta rivoluzione abbaside del 750.
Il califfato esistette dal 750 al 1258, sia pure entrando in una fase di declino a partire dalla seconda metà del IX secolo. La cattura di Baghdad da parte dei Buwayhidi nel 945 e da parte dell'Impero selgiuchide nel 1055 evidenziarono la subalternità del califfato quale forza politica nel mondo islamico, nonostante periodi di ripresa sotto califfi come al-Muqtafi e al-Nāṣir li-dīn Allāh. Il califfato ricopriva, al suo apice, un'area di 11,1 milioni di km² ed è uno degli imperi più vasti di sempre, il secondo della storia islamica dopo il solo impero omayyade (13,4 milioni).
La presa di Baghdad da parte dei Mongoli nel 1258 determinò la fine del califfato. Esso venne ricostituito, in forma puramente cerimoniale, dal Sultanato mamelucco del Cairo, esistendo in questa forma dal 1261 al 1517.

## Il "movimento" abbàside

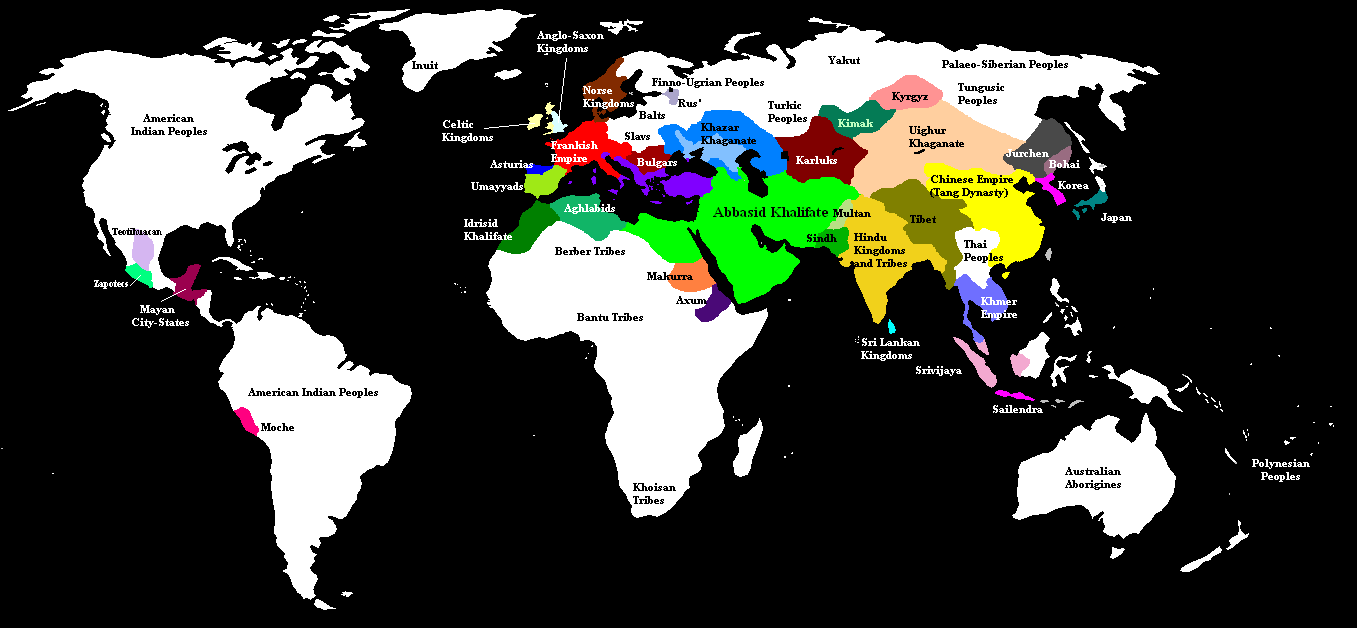
Il Califfato degli Abbasidi e gli Stati e gli imperi contemporanei dell'820

In una società che marcava la propria identità culturale sul fatto prioritario di aderire al credo islamico, fondato sul Corano e sull'esempio vivente di Maometto, il fatto religioso ha avuto evidentemente una centralità che è impossibile negare. Ciò tuttavia non toglie che nei cambiamenti conosciuti dalla società islamica non abbiano potentemente inciso fattori politici, economici e sociali.
L'estrema semplicità della struttura della primissima società musulmana era stata ampiamente surrogata dall'incipiente capacità dei musulmani di irrompere dapprima nella penisola arabica (con il primo califfo Abū Bakr) e, già con ʿOmar ibn al-Khaṭṭāb, nelle aree siro-palestinesi ed egiziane, nonché in quelle mesopotamiche e della Persia. Il terzo e il quarto califfato (ʿUthmān b. ʿAffān e ʿAlī ibn ʾAbī Ṭālib) erano stati caratterizzati dall'insorgere delle prime gravissime frizioni fra i vari "poteri forti" islamici per imporre la propria egemonia sulla Comunità.
Gli Omayyadi erano usciti vincitori dal confronto ma ciò non aveva significato che i principali problemi che affliggevano la Umma fossero stati convenientemente risolti.

In particolare erano rimasti inapplicati in massima parte gli aspetti "universalistici" del messaggio islamico che non faceva distinzione fra le varie etnie e culture che avessero abbracciato l'Islam. I convertiti non-arabi (i cosiddetti mawālī) - persiani, greci, mesopotamici, berberi e persino ebrei - erano sostanzialmente rimasti esclusi dalle più significative e lucrose cariche politiche, e bloccati immotivatamente allo status di sudditi "protetti", per essere discriminati persino all'interno delle compagini militari che proseguivano nella potente spinta conquistatrice in direzione delle aree asiatiche, africane ed europee aperte all'islamizzazione (la dār al-ḥarb, ossia il "territorio aperto alla guerra").
Questa situazione di palese iniquità economica, sociale e politica, era una situazione intollerabile anche sotto un profilo religioso, visto l'ecumenismo egualitario che caratterizzava già il primo Islam, sulla scorta della predicazione di Muhammad e di non pochi espliciti brani del Corano.
L'assolutismo califfale omayyade, che faceva ritenere al califfo di essere depositario del "vicariato di Dio" in Terra (khalīfat Allāh, "califfo di Dio" si faceva definire il califfo omayyade) e non più soltanto Amīr al-muʾminīn (Comandante dei credenti), trovò un potente antagonista solo quando gli oppositori riuscirono a coniugare aspetti religiosi e politico-economici, facendo leva sul malcontento dei mawālī.
Gli Abbasidi costituivano inizialmente una semplice branca del movimento favorevole al quarto califfo ʿAlī ibn ʾAbī Ṭālib (che viene definito "alide"). Al suo interno gli Abbasidi si mossero da principio in modo non distinguibile dalle altre componenti che giudicavano "usurpatore" il califfato fondato da Muʿāwiya ibn Abī Sufyān.
È assai probabile che gli Abbasidi si rendessero conto di una certa disorganizzazione (se non addirittura di un eccessivo antagonismo) all'interno delle diverse anime che formavano l'alidismo e abbastanza presto cominciarono a operare in modo autonomo, ancorché clandestino, pur senza palesare questo loro orientamento strategico di fondo.
Quando l'opposizione alide ebbe la meglio sugli Omàyyadi (indeboliti dalle continue rivolte kharigite, dall'irriducibile antagonismo fra Arabi meridionali e settentrionali e da lotte intestine che squassarono la stessa unità della loro compagine familiare), gli Abbasidi si mostrarono come i più organizzati e, semplicemente, si proposero con forza come la nuova dinastia califfale, avocando a sé qualsiasi potere, definendosi con una certa supponenza "dinastia benedetta". Non tennero di conseguenza in alcun conto le pretese "legittimistiche" della Famiglia del Profeta (Ahl al-Bayt) che s'era illusa che nulla più si frapponesse per l'assunzione del governo supremo della Umma islamica. Da qui la rottura dell'unità fra Abbasidi e Alidi che, nel tempo, getteranno le basi ideologiche e teologiche per la nascita di un vero e proprio movimento islamico alternativo che sarà definito "sciita".

## I primi califfi abbasidi
Il primo califfo abbaside, Abū l-ʿAbbās al-Saffāḥ, pur proclamato a Kufa nel 748-9, assunse realmente il potere solo nel 750, forte del poderoso appoggio militare dell'elemento persiano-khorasanico, accuratamente a lungo clandestinamente organizzato da Abū Muslim, il massimo esponente della macchina propagandistica abbaside nel periodo omayyade.
La dinastia tuttavia trovò il suo reale organizzatore e sapiente amministratore in Abū Jaʿfar (al-Manṣūr), fratello minore di Abū l-ʿAbbās, che fondò quelle solide basi che permisero alla suprema magistratura islamica di sopravvivere per mezzo millennio circa, anche se dopo il califfato di al-Mutawakkil, il potere della dinastia prese a svuotarsi sostanzialmente, pur mantenendosi formalmente fino alla sua caduta, come evidente simbolo dell'unità islamica.
Ad al-Manṣūr (reg. 754-775) si deve la fondazione di Baghdad nell'area mesopotamica, che da sempre aveva espresso il più profondo affetto per la famiglia del Profeta.
L'apice della potenza abbaside fu raggiunto da suo nipote Hārūn al-Rashīd (reg. 786-809) e dal figlio di quest'ultimo, al-Maʾmūn (reg. 813-833), sotto i quali il califfato toccò limiti straordinari, tanto territoriali quanto culturali.
L'allargamento dei domini abbasidi portò peraltro a una progressiva crescita delle difficoltà del califfato, in parte causate dalle differenze etniche e culturali ma, più semplicemente, da una certa incapacità del centro di amministrare saggiamente le periferie.

## La decadenza istituzionale del califfato abbaside
Nell'VIII secolo al-Andalus e Maghreb si erano già distaccati dal califfato, in parte per l'azione nel primo di un esponente omayyade superstite (ʿAbd al-Raḥmān b. Muʿāwiya) e in parte per l'indomita resistenza berbera. Il secolo dopo fu l'Egitto tulunide a fare valere il proprio diritto all'auto-amministrazione e, con il trascorre del tempo, furono poi le province iraniche a rivendicare un proprio modello di sviluppo (pur senza rinunciare al tratto unificatore della religione islamica), quindi dalla Siria e dalla Mesopotamia (sec. IX-X). Da quel momento in poi il califfato si ridusse progressivamente al controllo del solo Iraq, quindi della sola Baghdad e, addirittura, neppure a tutta la città-capitale.
Tra l'836 e l'892 la capitale (segnata da crescenti problemi di ordine pubblico) fu trasferita a Sāmarrā', per tornare tuttavia nuovamente a Baghdad fino alla caduta della dinastia.
Dopo avere subito la "tutela" degli sciiti daylamiti buwayhidi, o buyidi (X-XI secolo) e quindi dei sunniti turchi Selgiuchidi, il califfato abbaside ebbe una breve reviviscenza di autorità nel XII secolo, specialmente sotto al-Nāṣir (reg. 1180-1225), ma finì con l'essere travolto alla metà del XIII secolo a opera dei Mongoli di Hülegü che conquistarono Baghdad e misero a morte l'ultimo califfo al-Mustaʿṣim (1258).
I cinque secoli della dinastia abbaside nell'Iraq coincidono con la maggior fioritura della civiltà arabo-musulmana. L'epoca fu contrassegnata dall'affermarsi ai vertici islamici dapprima dell'elemento iranico (specie sul piano culturale) e poi di quello turco (specie su quello militare). Il predominio arabo andò gradualmente e irrimediabilmente attenuandosi fin quasi a estinguersi del tutto, malgrado la dinastia (che dette all'Islam 37 califfi) rimanesse in mano araba fino al definitivo colpo di grazia inferto dai Mongoli.
Un ramo abbaside sopravvissuto allo sterminio mongolo si impiantò ad Aleppo e quindi al Cairo nel 1261, dove venne ospitato fra mille lussi ma nessun potere effettivo nell'Egitto mamelucco. Quando gli Ottomani presero l'Egitto nel 1521, acquisirono i simboli del potere califfale, legittimando le loro pretese. Queste furono dichiarate estinte da Atatürk alla fine del primo quarto del XX secolo, allorché l'Impero ottomano aveva già ceduto il posto alla Repubblica di Turchia.

## Arte

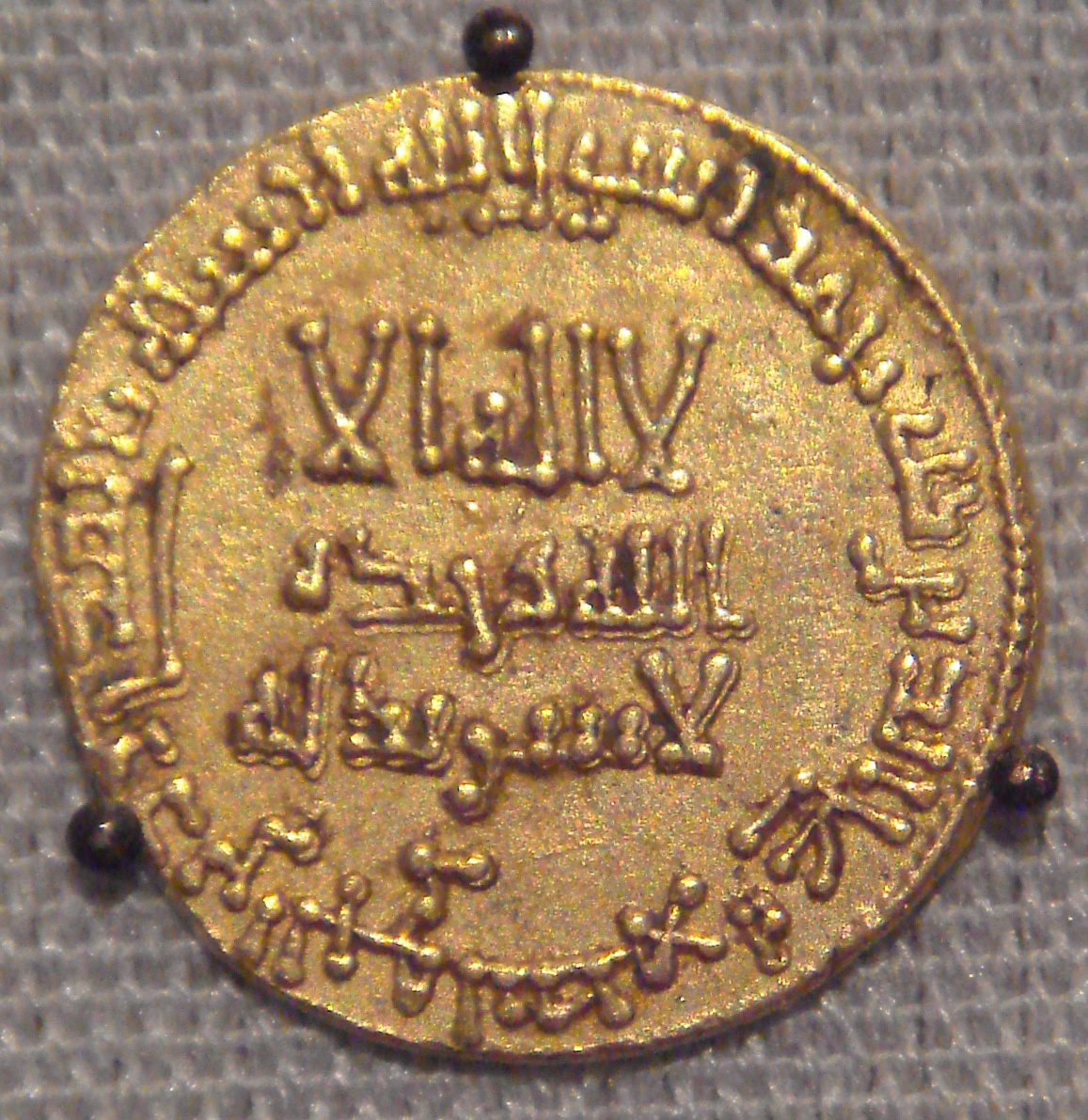
Moneta abbaside, 765, Iraq.

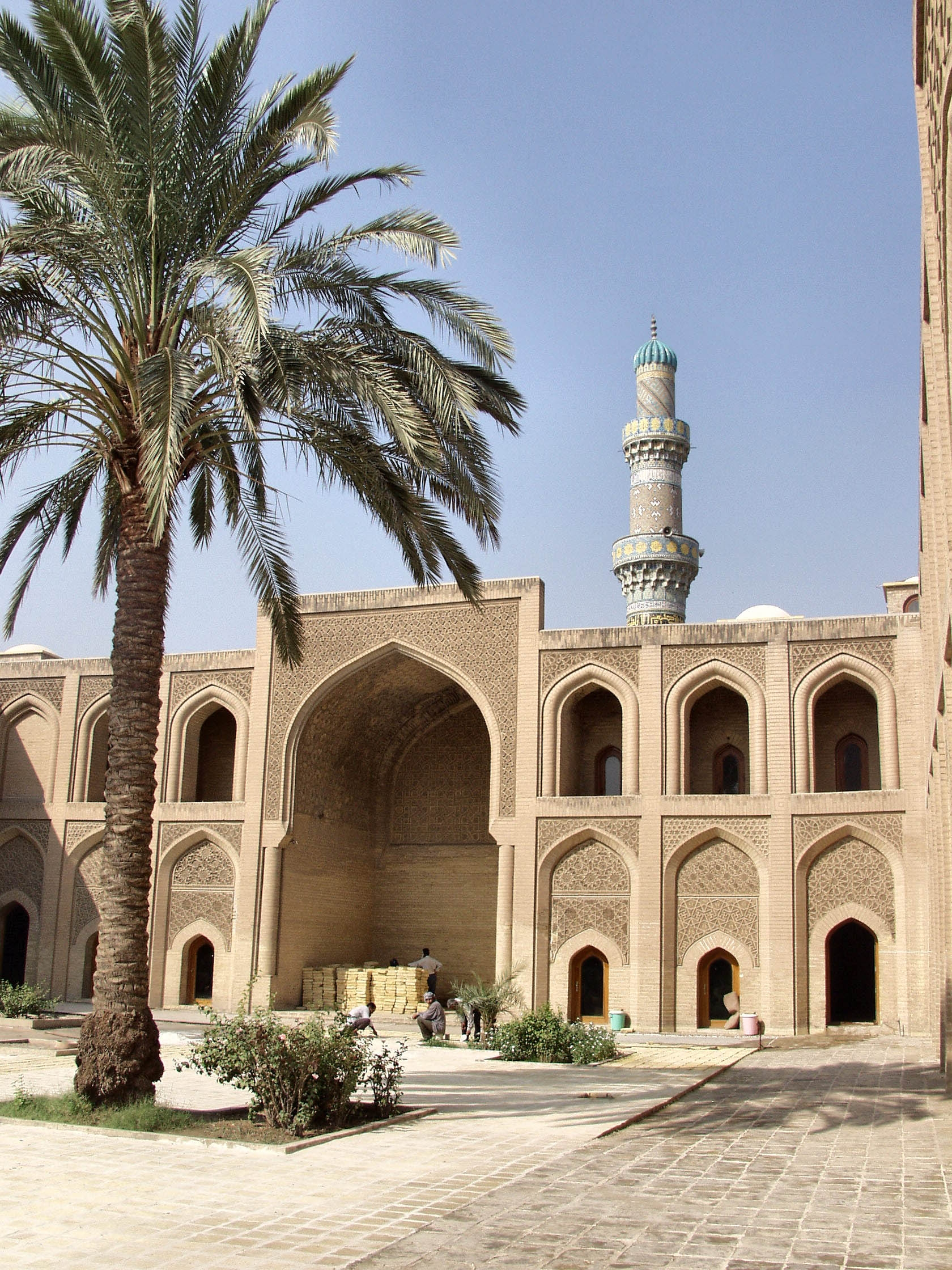
Università al-Mustansiriyya di Baghdad, costruita durante il califfato di al-Mustanṣir.

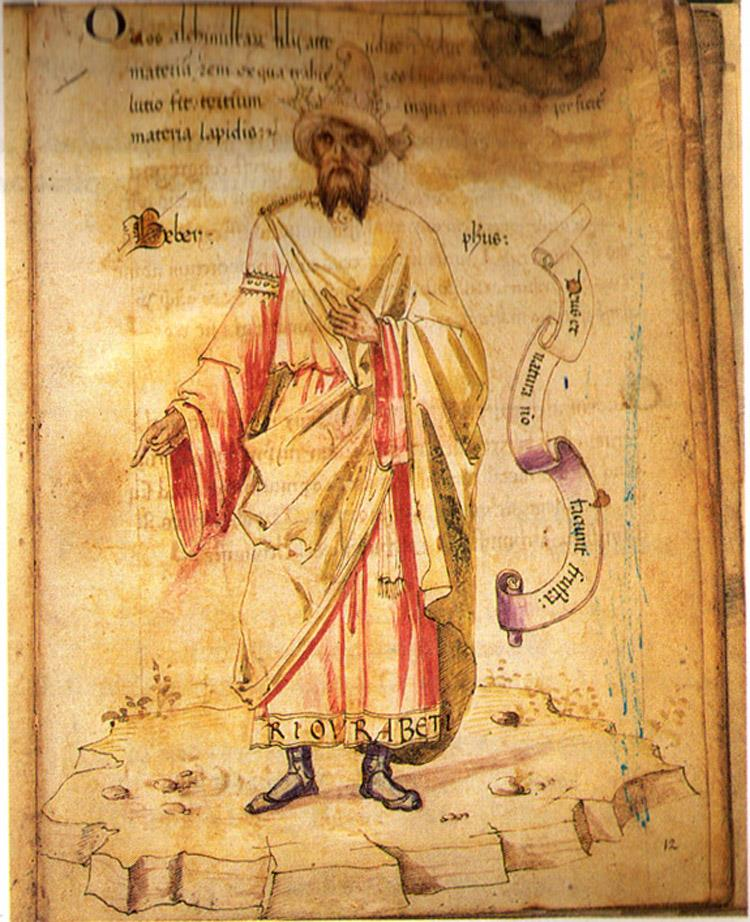
Jabir ibn Hayyan, il padre fondatore della moderna chimica.

Nell'epoca abbaside sorse la prima autentica arte islamica, profondamente diversa da quella omayyade, che si era limitata a riciclare forme dell'ellenismo orientale. Non è un caso se nel IX secolo si diffuse una versione araba delle Mille e Una Notte persiana.
Nell'architettura vennero introdotti l'iwān, una enorme sala mancante di un lato e l'arco spezzato, che verrà poi definito persiano; i monumenti abbasidi più caratteristici furono le moschee e i palazzi di Samarra, innalzati grazie alla tecnica costruttiva del mattone crudo o cotto, e abbondanti di stucco modellato che rivestiva intere pareti.
I decoratori abbasidi usarono abbondantemente la pittura per caratterizzare le pareti delle case private e degli harem. Un riflesso della pittura abbaside, rivisitata dai Fatimidi, lo troviamo nella Cappella Palatina (Palermo) e in alcuni palazzi dell'Iran orientale. L'arte abbaside non fece propria la riottosità islamica a rappresentare la figura umana e appare più indebitata con l'arte asiatica espressa storicamente in Persia.
Fra le arti decorative spiccano la ceramica e i tessuti oltre agli oggetti in vetro e in cristallo di rocca intagliato. Fra i tessuti si distinsero i famosi abiti dei califfi, i ṭīrāz, le tappezzerie in lana, cotone e seta con motivi astratti o animali stilizzati.

## Cultura
Durante il regno dei primi califfi abbasidi fiorì improvvisamente l'età dell'oro della scienza araba e Baghdad divenne il centro intellettuale più importante a livello globale dell'epoca.

Il fermento culturale iniziò con un movimento di traduzione in arabo delle più importanti opere delle civiltà passate greca, persiana, indiana e con la costruzione della prima cartiera a Samarcanda, con tecnologia copiata dai cinesi, seguita dalla costruzione di altre.
Il sapere fino ad allora conosciuto di medicina, astronomia, agricoltura, astrologia, filosofia, matematica reso disponibile in una sola lingua attirò diversi studiosi non solamente arabi ma anche cristiani ed ebrei che parteciparono a questo fermento culturale da cui nacquero importanti scoperte originali che ebbero notevole influenza sui secoli a seguire.

## Economia
Il dīnār d'oro divenne la valuta pregiata in tutti gli scambi commerciali, anche al di fuori dei confini del califfato.

## I califfi abbasidi
1. Abū l-ʿAbbās al-Saffāḥ (750-754)
2. al-Manṣūr (754-775)
3. al-Mahdī (775-785)
4. al-Hādī (785-786)
5. Hārūn ar-Rashīd (786-809)
6. al-Amīn (809-813)
7. al-Maʾmūn (813-833)
8. al-Muʿtasim (833-842)
9. al-Wāthiq (842-847)
10. al-Mutawakkil (847-861)
11. al-Muntaṣir (861-862)
12. al-Mustaʿīn (862-866)
13. al-Muʿtazz (866-869)
14. al-Muhtadī (869-870)
15. al-Muʿtamid (870-892)
16. al-Muʿtaḍid (892-902)
17. al-Muktafī (902-908)
18. al-Muqtadir (908-932)
19. al-Qāhir (932-934)
20. al-Rādī (934-940)
21. al-Muttaqī (940-944)
22. al-Mustakfī (944-946)
23. al-Mutīʿ (946-974)
24. al-Tāʾīʿ (974-991)
25. al-Qādir (991-1031)
26. al-Qāʾim (1031-1075)
27. al-Muqtadī (1075-1094)
28. al-Mustazhir (1094-1118)
29. al-Mustarshid (1118-1135)
30. al-Rāshid (1135-1136)
31. al-Muqtafī (1136-1160)
32. al-Mustanjid (1160-1170)
33. al-Mustadīʿ (1170-1180)
34. al-Nāsir (1180-1225)
35. al-Ẓāhir (1225-1226)
36. al-Mustanṣir (1226-1242)
37. al-Mustaʿṣim (1242-1258)

## Linea di successione dei califfi abbasidi di Baghdad
|                      |                      |                      |                      |                      |                      |                              |                              |                              |                              |                              |                              |                           |                           |                           |                           |                           |                           | ʿAbd al-Muṭṭalib ibn Hāshim *ca.497 †ca.578 |                             |                             |                             |                             |                             |                       |                       |                       |                       |                       |                       |                      |                      |                      |                      |                      |                      |  |  |  |  |  |  |  |  |  |  |  |  |  |  |  |  |  |  |  |  |  |  |  |  |
|                      |                      |                      |                      |                      |                      |                              |                              |                              |                              |                              |                              |                           |                           |                           |                           |                           |                           |                                             |                             |                             |                             |                             |                             |                       |                       |                       |                       |                       |                       |                      |                      |                      |                      |                      |                      |  |  |  |  |  |  |  |  |  |  |  |  |  |  |  |  |  |  |  |  |  |  |  |  |
|                      |                      |                      |                      |                      |                      |                              |                              |                              |                              |                              |                              |                           |                           |                           |                           |                           |                           |                                             |                             |                             |                             |                             |                             |                       |                       |                       |                       |                       |                       |                      |                      |                      |                      |                      |                      |  |  |  |  |  |  |  |  |  |  |  |  |  |  |  |  |  |  |  |  |  |  |  |  |
|                      |                      |                      |                      |                      |                      |                              |                              |                              |                              |                              |                              | ‘Abd Allāh *544/5 †570    | ‘Abd Allāh *544/5 †570    | ‘Abd Allāh *544/5 †570    | ‘Abd Allāh *544/5 †570    | ‘Abd Allāh *544/5 †570    | ‘Abd Allāh *544/5 †570    | al-ʿAbbās *566 †653                         | al-ʿAbbās *566 †653         | al-ʿAbbās *566 †653         | al-ʿAbbās *566 †653         | al-ʿAbbās *566 †653         | al-ʿAbbās *566 †653         |                       |                       |                       |                       |                       |                       |                      |                      |                      |                      |                      |                      |  |  |  |  |  |  |  |  |  |  |  |  |  |  |  |  |  |  |  |  |  |  |  |  |
|                      |                      |                      |                      |                      |                      |                              |                              |                              |                              |                              |                              | ‘Abd Allāh *544/5 †570    | ‘Abd Allāh *544/5 †570    | ‘Abd Allāh *544/5 †570    | ‘Abd Allāh *544/5 †570    | ‘Abd Allāh *544/5 †570    | ‘Abd Allāh *544/5 †570    | al-ʿAbbās *566 †653                         | al-ʿAbbās *566 †653         | al-ʿAbbās *566 †653         | al-ʿAbbās *566 †653         | al-ʿAbbās *566 †653         | al-ʿAbbās *566 †653         |                       |                       |                       |                       |                       |                       |                      |                      |                      |                      |                      |                      |  |  |  |  |  |  |  |  |  |  |  |  |  |  |  |  |  |  |  |  |  |  |  |  |
|                      |                      |                      |                      |                      |                      |                              |                              |                              |                              |                              |                              | MAOMETTO *ca.570 †632     | MAOMETTO *ca.570 †632     | MAOMETTO *ca.570 †632     | MAOMETTO *ca.570 †632     | MAOMETTO *ca.570 †632     | MAOMETTO *ca.570 †632     | ʿAbd Allāh *... †690                        | ʿAbd Allāh *... †690        | ʿAbd Allāh *... †690        | ʿAbd Allāh *... †690        | ʿAbd Allāh *... †690        | ʿAbd Allāh *... †690        |                       |                       |                       |                       |                       |                       |                      |                      |                      |                      |                      |                      |  |  |  |  |  |  |  |  |  |  |  |  |  |  |  |  |  |  |  |  |  |  |  |  |
|                      |                      |                      |                      |                      |                      |                              |                              |                              |                              |                              |                              | MAOMETTO *ca.570 †632     | MAOMETTO *ca.570 †632     | MAOMETTO *ca.570 †632     | MAOMETTO *ca.570 †632     | MAOMETTO *ca.570 †632     | MAOMETTO *ca.570 †632     | ʿAbd Allāh *... †690                        | ʿAbd Allāh *... †690        | ʿAbd Allāh *... †690        | ʿAbd Allāh *... †690        | ʿAbd Allāh *... †690        | ʿAbd Allāh *... †690        |                       |                       |                       |                       |                       |                       |                      |                      |                      |                      |                      |                      |  |  |  |  |  |  |  |  |  |  |  |  |  |  |  |  |  |  |  |  |  |  |  |  |
|                      |                      |                      |                      |                      |                      |                              |                              |                              |                              |                              |                              |                           |                           |                           |                           |                           |                           | ʿAlī *... †736                              |                             |                             |                             |                             |                             |                       |                       |                       |                       |                       |                       |                      |                      |                      |                      |                      |                      |  |  |  |  |  |  |  |  |  |  |  |  |  |  |  |  |  |  |  |  |  |  |  |  |
|                      |                      |                      |                      |                      |                      |                              |                              |                              |                              |                              |                              |                           |                           |                           |                           |                           |                           |                                             |                             |                             |                             |                             |                             |                       |                       |                       |                       |                       |                       |                      |                      |                      |                      |                      |                      |  |  |  |  |  |  |  |  |  |  |  |  |  |  |  |  |  |  |  |  |  |  |  |  |
|                      |                      |                      |                      |                      |                      |                              |                              |                              |                              |                              |                              |                           |                           |                           |                           |                           |                           | Muḥammad *674 †743                          |                             |                             |                             |                             |                             |                       |                       |                       |                       |                       |                       |                      |                      |                      |                      |                      |                      |  |  |  |  |  |  |  |  |  |  |  |  |  |  |  |  |  |  |  |  |  |  |  |  |
|                      |                      |                      |                      |                      |                      |                              |                              |                              |                              |                              |                              |                           |                           |                           |                           |                           |                           |                                             |                             |                             |                             |                             |                             |                       |                       |                       |                       |                       |                       |                      |                      |                      |                      |                      |                      |  |  |  |  |  |  |  |  |  |  |  |  |  |  |  |  |  |  |  |  |  |  |  |  |
|                      |                      |                      |                      |                      |                      |                              |                              |                              |                              |                              |                              |                           |                           |                           |                           |                           |                           |                                             |                             |                             |                             |                             |                             |                       |                       |                       |                       |                       |                       |                      |                      |                      |                      |                      |                      |  |  |  |  |  |  |  |  |  |  |  |  |  |  |  |  |  |  |  |  |  |  |  |  |
|                      |                      |                      |                      |                      |                      |                              |                              |                              |                              |                              |                              |                           |                           |                           |                           |                           |                           | AL-MANṢŪR *712 †775                         | AL-MANṢŪR *712 †775         | AL-MANṢŪR *712 †775         | AL-MANṢŪR *712 †775         | AL-MANṢŪR *712 †775         | AL-MANṢŪR *712 †775         | AL-SAFFĀḤ *722 †754   | AL-SAFFĀḤ *722 †754   | AL-SAFFĀḤ *722 †754   | AL-SAFFĀḤ *722 †754   | AL-SAFFĀḤ *722 †754   | AL-SAFFĀḤ *722 †754   |                      |                      |                      |                      |                      |                      |  |  |  |  |  |  |  |  |  |  |  |  |  |  |  |  |  |  |  |  |  |  |  |  |
|                      |                      |                      |                      |                      |                      |                              |                              |                              |                              |                              |                              |                           |                           |                           |                           |                           |                           | AL-MANṢŪR *712 †775                         | AL-MANṢŪR *712 †775         | AL-MANṢŪR *712 †775         | AL-MANṢŪR *712 †775         | AL-MANṢŪR *712 †775         | AL-MANṢŪR *712 †775         | AL-SAFFĀḤ *722 †754   | AL-SAFFĀḤ *722 †754   | AL-SAFFĀḤ *722 †754   | AL-SAFFĀḤ *722 †754   | AL-SAFFĀḤ *722 †754   | AL-SAFFĀḤ *722 †754   |                      |                      |                      |                      |                      |                      |  |  |  |  |  |  |  |  |  |  |  |  |  |  |  |  |  |  |  |  |  |  |  |  |
|                      |                      |                      |                      |                      |                      |                              |                              |                              |                              |                              |                              |                           |                           |                           |                           |                           |                           | AL-MAHDĪ * 743/5 †785                       |                             |                             |                             |                             |                             |                       |                       |                       |                       |                       |                       |                      |                      |                      |                      |                      |                      |  |  |  |  |  |  |  |  |  |  |  |  |  |  |  |  |  |  |  |  |  |  |  |  |
|                      |                      |                      |                      |                      |                      |                              |                              |                              |                              |                              |                              |                           |                           |                           |                           |                           |                           |                                             |                             |                             |                             |                             |                             |                       |                       |                       |                       |                       |                       |                      |                      |                      |                      |                      |                      |  |  |  |  |  |  |  |  |  |  |  |  |  |  |  |  |  |  |  |  |  |  |  |  |
|                      |                      |                      |                      |                      |                      |                              |                              |                              |                              |                              |                              |                           |                           |                           |                           |                           |                           |                                             |                             |                             |                             |                             |                             |                       |                       |                       |                       |                       |                       |                      |                      |                      |                      |                      |                      |  |  |  |  |  |  |  |  |  |  |  |  |  |  |  |  |  |  |  |  |  |  |  |  |
|                      |                      |                      |                      |                      |                      |                              |                              |                              |                              |                              |                              | AL-HĀDĪ *764 †786         | AL-HĀDĪ *764 †786         | AL-HĀDĪ *764 †786         | AL-HĀDĪ *764 †786         | AL-HĀDĪ *764 †786         | AL-HĀDĪ *764 †786         | HĀRŪN AL-RASHĪD *766 †809                   | HĀRŪN AL-RASHĪD *766 †809   | HĀRŪN AL-RASHĪD *766 †809   | HĀRŪN AL-RASHĪD *766 †809   | HĀRŪN AL-RASHĪD *766 †809   | HĀRŪN AL-RASHĪD *766 †809   |                       |                       |                       |                       |                       |                       |                      |                      |                      |                      |                      |                      |  |  |  |  |  |  |  |  |  |  |  |  |  |  |  |  |  |  |  |  |  |  |  |  |
|                      |                      |                      |                      |                      |                      |                              |                              |                              |                              |                              |                              | AL-HĀDĪ *764 †786         | AL-HĀDĪ *764 †786         | AL-HĀDĪ *764 †786         | AL-HĀDĪ *764 †786         | AL-HĀDĪ *764 †786         | AL-HĀDĪ *764 †786         | HĀRŪN AL-RASHĪD *766 †809                   | HĀRŪN AL-RASHĪD *766 †809   | HĀRŪN AL-RASHĪD *766 †809   | HĀRŪN AL-RASHĪD *766 †809   | HĀRŪN AL-RASHĪD *766 †809   | HĀRŪN AL-RASHĪD *766 †809   |                       |                       |                       |                       |                       |                       |                      |                      |                      |                      |                      |                      |  |  |  |  |  |  |  |  |  |  |  |  |  |  |  |  |  |  |  |  |  |  |  |  |
|                      |                      |                      |                      |                      |                      |                              |                              |                              |                              |                              |                              |                           |                           |                           |                           |                           |                           |                                             |                             |                             |                             |                             |                             |                       |                       |                       |                       |                       |                       |                      |                      |                      |                      |                      |                      |  |  |  |  |  |  |  |  |  |  |  |  |  |  |  |  |  |  |  |  |  |  |  |  |
|                      |                      |                      |                      |                      |                      | al-Maʾmūn *786 †833          | al-Maʾmūn *786 †833          | al-Maʾmūn *786 †833          | al-Maʾmūn *786 †833          | al-Maʾmūn *786 †833          | al-Maʾmūn *786 †833          | al-Amin *787 †813         | al-Amin *787 †813         | al-Amin *787 †813         | al-Amin *787 †813         | al-Amin *787 †813         | al-Amin *787 †813         | al-Mu'tasim *794 †842                       | al-Mu'tasim *794 †842       | al-Mu'tasim *794 †842       | al-Mu'tasim *794 †842       | al-Mu'tasim *794 †842       | al-Mu'tasim *794 †842       |                       |                       |                       |                       |                       |                       |                      |                      |                      |                      |                      |                      |  |  |  |  |  |  |  |  |  |  |  |  |  |  |  |  |  |  |  |  |  |  |  |  |
|                      |                      |                      |                      |                      |                      | al-Maʾmūn *786 †833          | al-Maʾmūn *786 †833          | al-Maʾmūn *786 †833          | al-Maʾmūn *786 †833          | al-Maʾmūn *786 †833          | al-Maʾmūn *786 †833          | al-Amin *787 †813         | al-Amin *787 †813         | al-Amin *787 †813         | al-Amin *787 †813         | al-Amin *787 †813         | al-Amin *787 †813         | al-Mu'tasim *794 †842                       | al-Mu'tasim *794 †842       | al-Mu'tasim *794 †842       | al-Mu'tasim *794 †842       | al-Mu'tasim *794 †842       | al-Mu'tasim *794 †842       |                       |                       |                       |                       |                       |                       |                      |                      |                      |                      |                      |                      |  |  |  |  |  |  |  |  |  |  |  |  |  |  |  |  |  |  |  |  |  |  |  |  |
|                      |                      |                      |                      |                      |                      |                              |                              |                              |                              |                              |                              |                           |                           |                           |                           |                           |                           |                                             |                             |                             |                             |                             |                             |                       |                       |                       |                       |                       |                       |                      |                      |                      |                      |                      |                      |  |  |  |  |  |  |  |  |  |  |  |  |  |  |  |  |  |  |  |  |  |  |  |  |
| al-Wathiq * 812 †785 | al-Wathiq * 812 †785 | al-Wathiq * 812 †785 | al-Wathiq * 812 †785 | al-Wathiq * 812 †785 | al-Wathiq * 812 †785 | al-Muʿtaṣim * ca.820 †ca.850 | al-Muʿtaṣim * ca.820 †ca.850 | al-Muʿtaṣim * ca.820 †ca.850 | al-Muʿtaṣim * ca.820 †ca.850 | al-Muʿtaṣim * ca.820 †ca.850 | al-Muʿtaṣim * ca.820 †ca.850 |                           |                           |                           |                           |                           |                           | Al-Mutawakkil * 822 †861                    | Al-Mutawakkil * 822 †861    | Al-Mutawakkil * 822 †861    | Al-Mutawakkil * 822 †861    | Al-Mutawakkil * 822 †861    | Al-Mutawakkil * 822 †861    |                       |                       |                       |                       |                       |                       |                      |                      |                      |                      |                      |                      |  |  |  |  |  |  |  |  |  |  |  |  |  |  |  |  |  |  |  |  |  |  |  |  |
| al-Wathiq * 812 †785 | al-Wathiq * 812 †785 | al-Wathiq * 812 †785 | al-Wathiq * 812 †785 | al-Wathiq * 812 †785 | al-Wathiq * 812 †785 | al-Muʿtaṣim * ca.820 †ca.850 | al-Muʿtaṣim * ca.820 †ca.850 | al-Muʿtaṣim * ca.820 †ca.850 | al-Muʿtaṣim * ca.820 †ca.850 | al-Muʿtaṣim * ca.820 †ca.850 | al-Muʿtaṣim * ca.820 †ca.850 |                           |                           |                           |                           |                           |                           | Al-Mutawakkil * 822 †861                    | Al-Mutawakkil * 822 †861    | Al-Mutawakkil * 822 †861    | Al-Mutawakkil * 822 †861    | Al-Mutawakkil * 822 †861    | Al-Mutawakkil * 822 †861    |                       |                       |                       |                       |                       |                       |                      |                      |                      |                      |                      |                      |  |  |  |  |  |  |  |  |  |  |  |  |  |  |  |  |  |  |  |  |  |  |  |  |
|                      |                      |                      |                      |                      |                      |                              |                              |                              |                              |                              |                              |                           |                           |                           |                           |                           |                           |                                             |                             |                             |                             |                             |                             |                       |                       |                       |                       |                       |                       |                      |                      |                      |                      |                      |                      |  |  |  |  |  |  |  |  |  |  |  |  |  |  |  |  |  |  |  |  |  |  |  |  |
| AL-MUHTADĪ *... †870 | AL-MUHTADĪ *... †870 | AL-MUHTADĪ *... †870 | AL-MUHTADĪ *... †870 | AL-MUHTADĪ *... †870 | AL-MUHTADĪ *... †870 | AL-MUSTA'ĪN *836 †866        | AL-MUSTA'ĪN *836 †866        | AL-MUSTA'ĪN *836 †866        | AL-MUSTA'ĪN *836 †866        | AL-MUSTA'ĪN *836 †866        | AL-MUSTA'ĪN *836 †866        | AL-MUNTAṢIR *837 †862     | AL-MUNTAṢIR *837 †862     | AL-MUNTAṢIR *837 †862     | AL-MUNTAṢIR *837 †862     | AL-MUNTAṢIR *837 †862     | AL-MUNTAṢIR *837 †862     | ṬALḤA al-Muwaffaq *842 †891                 | ṬALḤA al-Muwaffaq *842 †891 | ṬALḤA al-Muwaffaq *842 †891 | ṬALḤA al-Muwaffaq *842 †891 | ṬALḤA al-Muwaffaq *842 †891 | ṬALḤA al-Muwaffaq *842 †891 | AL-MUʾTAMID *844 †892 | AL-MUʾTAMID *844 †892 | AL-MUʾTAMID *844 †892 | AL-MUʾTAMID *844 †892 | AL-MUʾTAMID *844 †892 | AL-MUʾTAMID *844 †892 | AL-MU'TAZZ *847 †869 | AL-MU'TAZZ *847 †869 | AL-MU'TAZZ *847 †869 | AL-MU'TAZZ *847 †869 | AL-MU'TAZZ *847 †869 | AL-MU'TAZZ *847 †869 |  |  |  |  |  |  |  |  |  |  |  |  |  |  |  |  |  |  |  |  |  |  |  |  |
| AL-MUHTADĪ *... †870 | AL-MUHTADĪ *... †870 | AL-MUHTADĪ *... †870 | AL-MUHTADĪ *... †870 | AL-MUHTADĪ *... †870 | AL-MUHTADĪ *... †870 | AL-MUSTA'ĪN *836 †866        | AL-MUSTA'ĪN *836 †866        | AL-MUSTA'ĪN *836 †866        | AL-MUSTA'ĪN *836 †866        | AL-MUSTA'ĪN *836 †866        | AL-MUSTA'ĪN *836 †866        | AL-MUNTAṢIR *837 †862     | AL-MUNTAṢIR *837 †862     | AL-MUNTAṢIR *837 †862     | AL-MUNTAṢIR *837 †862     | AL-MUNTAṢIR *837 †862     | AL-MUNTAṢIR *837 †862     | ṬALḤA al-Muwaffaq *842 †891                 | ṬALḤA al-Muwaffaq *842 †891 | ṬALḤA al-Muwaffaq *842 †891 | ṬALḤA al-Muwaffaq *842 †891 | ṬALḤA al-Muwaffaq *842 †891 | ṬALḤA al-Muwaffaq *842 †891 | AL-MUʾTAMID *844 †892 | AL-MUʾTAMID *844 †892 | AL-MUʾTAMID *844 †892 | AL-MUʾTAMID *844 †892 | AL-MUʾTAMID *844 †892 | AL-MUʾTAMID *844 †892 | AL-MU'TAZZ *847 †869 | AL-MU'TAZZ *847 †869 | AL-MU'TAZZ *847 †869 | AL-MU'TAZZ *847 †869 | AL-MU'TAZZ *847 †869 | AL-MU'TAZZ *847 †869 |  |  |  |  |  |  |  |  |  |  |  |  |  |  |  |  |  |  |  |  |  |  |  |  |
|                      |                      |                      |                      |                      |                      |                              |                              |                              |                              |                              |                              |                           |                           |                           |                           |                           |                           | AL-MU'TAḌID *ca.857 †902                    |                             |                             |                             |                             |                             |                       |                       |                       |                       |                       |                       |                      |                      |                      |                      |                      |                      |  |  |  |  |  |  |  |  |  |  |  |  |  |  |  |  |  |  |  |  |  |  |  |  |
|                      |                      |                      |                      |                      |                      |                              |                              |                              |                              |                              |                              |                           |                           |                           |                           |                           |                           |                                             |                             |                             |                             |                             |                             |                       |                       |                       |                       |                       |                       |                      |                      |                      |                      |                      |                      |  |  |  |  |  |  |  |  |  |  |  |  |  |  |  |  |  |  |  |  |  |  |  |  |
|                      |                      |                      |                      |                      |                      |                              |                              |                              |                              |                              |                              |                           |                           |                           |                           |                           |                           |                                             |                             |                             |                             |                             |                             |                       |                       |                       |                       |                       |                       |                      |                      |                      |                      |                      |                      |  |  |  |  |  |  |  |  |  |  |  |  |  |  |  |  |  |  |  |  |  |  |  |  |
|                      |                      |                      |                      |                      |                      | AL-MUKTAFĪ *877/8 †908       | AL-MUKTAFĪ *877/8 †908       | AL-MUKTAFĪ *877/8 †908       | AL-MUKTAFĪ *877/8 †908       | AL-MUKTAFĪ *877/8 †908       | AL-MUKTAFĪ *877/8 †908       |                           |                           |                           |                           |                           |                           | AL-MUQTADIR *895 †964                       | AL-MUQTADIR *895 †964       | AL-MUQTADIR *895 †964       | AL-MUQTADIR *895 †964       | AL-MUQTADIR *895 †964       | AL-MUQTADIR *895 †964       | AL-QĀHIR *899 †934    | AL-QĀHIR *899 †934    | AL-QĀHIR *899 †934    | AL-QĀHIR *899 †934    | AL-QĀHIR *899 †934    | AL-QĀHIR *899 †934    |                      |                      |                      |                      |                      |                      |  |  |  |  |  |  |  |  |  |  |  |  |  |  |  |  |  |  |  |  |  |  |  |  |
|                      |                      |                      |                      |                      |                      | AL-MUKTAFĪ *877/8 †908       | AL-MUKTAFĪ *877/8 †908       | AL-MUKTAFĪ *877/8 †908       | AL-MUKTAFĪ *877/8 †908       | AL-MUKTAFĪ *877/8 †908       | AL-MUKTAFĪ *877/8 †908       |                           |                           |                           |                           |                           |                           | AL-MUQTADIR *895 †964                       | AL-MUQTADIR *895 †964       | AL-MUQTADIR *895 †964       | AL-MUQTADIR *895 †964       | AL-MUQTADIR *895 †964       | AL-MUQTADIR *895 †964       | AL-QĀHIR *899 †934    | AL-QĀHIR *899 †934    | AL-QĀHIR *899 †934    | AL-QĀHIR *899 †934    | AL-QĀHIR *899 †934    | AL-QĀHIR *899 †934    |                      |                      |                      |                      |                      |                      |  |  |  |  |  |  |  |  |  |  |  |  |  |  |  |  |  |  |  |  |  |  |  |  |
|                      |                      |                      |                      |                      |                      |                              |                              |                              |                              |                              |                              |                           |                           |                           |                           |                           |                           |                                             |                             |                             |                             |                             |                             |                       |                       |                       |                       |                       |                       |                      |                      |                      |                      |                      |                      |  |  |  |  |  |  |  |  |  |  |  |  |  |  |  |  |  |  |  |  |  |  |  |  |
|                      |                      |                      |                      |                      |                      | AL-MUSTAKFI *905 †946        | AL-MUSTAKFI *905 †946        | AL-MUSTAKFI *905 †946        | AL-MUSTAKFI *905 †946        | AL-MUSTAKFI *905 †946        | AL-MUSTAKFI *905 †946        | AL-RĀḌĪ *907 †940         | AL-RĀḌĪ *907 †940         | AL-RĀḌĪ *907 †940         | AL-RĀḌĪ *907 †940         | AL-RĀḌĪ *907 †940         | AL-RĀḌĪ *907 †940         | AL-MUTTAQĪ *908 †944                        | AL-MUTTAQĪ *908 †944        | AL-MUTTAQĪ *908 †944        | AL-MUTTAQĪ *908 †944        | AL-MUTTAQĪ *908 †944        | AL-MUTTAQĪ *908 †944        | AL-MUṬĪʿ *914 †974    | AL-MUṬĪʿ *914 †974    | AL-MUṬĪʿ *914 †974    | AL-MUṬĪʿ *914 †974    | AL-MUṬĪʿ *914 †974    | AL-MUṬĪʿ *914 †974    |                      |                      |                      |                      |                      |                      |  |  |  |  |  |  |  |  |  |  |  |  |  |  |  |  |  |  |  |  |  |  |  |  |
|                      |                      |                      |                      |                      |                      | AL-MUSTAKFI *905 †946        | AL-MUSTAKFI *905 †946        | AL-MUSTAKFI *905 †946        | AL-MUSTAKFI *905 †946        | AL-MUSTAKFI *905 †946        | AL-MUSTAKFI *905 †946        | AL-RĀḌĪ *907 †940         | AL-RĀḌĪ *907 †940         | AL-RĀḌĪ *907 †940         | AL-RĀḌĪ *907 †940         | AL-RĀḌĪ *907 †940         | AL-RĀḌĪ *907 †940         | AL-MUTTAQĪ *908 †944                        | AL-MUTTAQĪ *908 †944        | AL-MUTTAQĪ *908 †944        | AL-MUTTAQĪ *908 †944        | AL-MUTTAQĪ *908 †944        | AL-MUTTAQĪ *908 †944        | AL-MUṬĪʿ *914 †974    | AL-MUṬĪʿ *914 †974    | AL-MUṬĪʿ *914 †974    | AL-MUṬĪʿ *914 †974    | AL-MUṬĪʿ *914 †974    | AL-MUṬĪʿ *914 †974    |                      |                      |                      |                      |                      |                      |  |  |  |  |  |  |  |  |  |  |  |  |  |  |  |  |  |  |  |  |  |  |  |  |
|                      |                      |                      |                      |                      |                      |                              |                              |                              |                              |                              |                              |                           |                           |                           |                           |                           |                           | AL-QADIR *947 †1031                         | AL-QADIR *947 †1031         | AL-QADIR *947 †1031         | AL-QADIR *947 †1031         | AL-QADIR *947 †1031         | AL-QADIR *947 †1031         | AL-TĀʾIʾ *932 †1001   | AL-TĀʾIʾ *932 †1001   | AL-TĀʾIʾ *932 †1001   | AL-TĀʾIʾ *932 †1001   | AL-TĀʾIʾ *932 †1001   | AL-TĀʾIʾ *932 †1001   |                      |                      |                      |                      |                      |                      |  |  |  |  |  |  |  |  |  |  |  |  |  |  |  |  |  |  |  |  |  |  |  |  |
|                      |                      |                      |                      |                      |                      |                              |                              |                              |                              |                              |                              |                           |                           |                           |                           |                           |                           | AL-QADIR *947 †1031                         | AL-QADIR *947 †1031         | AL-QADIR *947 †1031         | AL-QADIR *947 †1031         | AL-QADIR *947 †1031         | AL-QADIR *947 †1031         | AL-TĀʾIʾ *932 †1001   | AL-TĀʾIʾ *932 †1001   | AL-TĀʾIʾ *932 †1001   | AL-TĀʾIʾ *932 †1001   | AL-TĀʾIʾ *932 †1001   | AL-TĀʾIʾ *932 †1001   |                      |                      |                      |                      |                      |                      |  |  |  |  |  |  |  |  |  |  |  |  |  |  |  |  |  |  |  |  |  |  |  |  |
|                      |                      |                      |                      |                      |                      |                              |                              |                              |                              |                              |                              |                           |                           |                           |                           |                           |                           | AL-QĀ'IM *1001 †1075                        |                             |                             |                             |                             |                             |                       |                       |                       |                       |                       |                       |                      |                      |                      |                      |                      |                      |  |  |  |  |  |  |  |  |  |  |  |  |  |  |  |  |  |  |  |  |  |  |  |  |
|                      |                      |                      |                      |                      |                      |                              |                              |                              |                              |                              |                              |                           |                           |                           |                           |                           |                           |                                             |                             |                             |                             |                             |                             |                       |                       |                       |                       |                       |                       |                      |                      |                      |                      |                      |                      |  |  |  |  |  |  |  |  |  |  |  |  |  |  |  |  |  |  |  |  |  |  |  |  |
|                      |                      |                      |                      |                      |                      |                              |                              |                              |                              |                              |                              |                           |                           |                           |                           |                           |                           | Muḥammad *... †...                          |                             |                             |                             |                             |                             |                       |                       |                       |                       |                       |                       |                      |                      |                      |                      |                      |                      |  |  |  |  |  |  |  |  |  |  |  |  |  |  |  |  |  |  |  |  |  |  |  |  |
|                      |                      |                      |                      |                      |                      |                              |                              |                              |                              |                              |                              |                           |                           |                           |                           |                           |                           |                                             |                             |                             |                             |                             |                             |                       |                       |                       |                       |                       |                       |                      |                      |                      |                      |                      |                      |  |  |  |  |  |  |  |  |  |  |  |  |  |  |  |  |  |  |  |  |  |  |  |  |
|                      |                      |                      |                      |                      |                      |                              |                              |                              |                              |                              |                              |                           |                           |                           |                           |                           |                           | AL-MUQTADI *1056 †1094                      |                             |                             |                             |                             |                             |                       |                       |                       |                       |                       |                       |                      |                      |                      |                      |                      |                      |  |  |  |  |  |  |  |  |  |  |  |  |  |  |  |  |  |  |  |  |  |  |  |  |
|                      |                      |                      |                      |                      |                      |                              |                              |                              |                              |                              |                              |                           |                           |                           |                           |                           |                           |                                             |                             |                             |                             |                             |                             |                       |                       |                       |                       |                       |                       |                      |                      |                      |                      |                      |                      |  |  |  |  |  |  |  |  |  |  |  |  |  |  |  |  |  |  |  |  |  |  |  |  |
|                      |                      |                      |                      |                      |                      |                              |                              |                              |                              |                              |                              |                           |                           |                           |                           |                           |                           | AL-MUSTAẒHIR *1078 †1118                    |                             |                             |                             |                             |                             |                       |                       |                       |                       |                       |                       |                      |                      |                      |                      |                      |                      |  |  |  |  |  |  |  |  |  |  |  |  |  |  |  |  |  |  |  |  |  |  |  |  |
|                      |                      |                      |                      |                      |                      |                              |                              |                              |                              |                              |                              |                           |                           |                           |                           |                           |                           |                                             |                             |                             |                             |                             |                             |                       |                       |                       |                       |                       |                       |                      |                      |                      |                      |                      |                      |  |  |  |  |  |  |  |  |  |  |  |  |  |  |  |  |  |  |  |  |  |  |  |  |
|                      |                      |                      |                      |                      |                      |                              |                              |                              |                              |                              |                              |                           |                           |                           |                           |                           |                           |                                             |                             |                             |                             |                             |                             |                       |                       |                       |                       |                       |                       |                      |                      |                      |                      |                      |                      |  |  |  |  |  |  |  |  |  |  |  |  |  |  |  |  |  |  |  |  |  |  |  |  |
|                      |                      |                      |                      |                      |                      |                              |                              |                              |                              |                              |                              | AL-MUSTARSHID *1092 †1135 | AL-MUSTARSHID *1092 †1135 | AL-MUSTARSHID *1092 †1135 | AL-MUSTARSHID *1092 †1135 | AL-MUSTARSHID *1092 †1135 | AL-MUSTARSHID *1092 †1135 | AL-MUQTAFÎ *1096 †1160                      | AL-MUQTAFÎ *1096 †1160      | AL-MUQTAFÎ *1096 †1160      | AL-MUQTAFÎ *1096 †1160      | AL-MUQTAFÎ *1096 †1160      | AL-MUQTAFÎ *1096 †1160      |                       |                       |                       |                       |                       |                       |                      |                      |                      |                      |                      |                      |  |  |  |  |  |  |  |  |  |  |  |  |  |  |  |  |  |  |  |  |  |  |  |  |
|                      |                      |                      |                      |                      |                      |                              |                              |                              |                              |                              |                              | AL-MUSTARSHID *1092 †1135 | AL-MUSTARSHID *1092 †1135 | AL-MUSTARSHID *1092 †1135 | AL-MUSTARSHID *1092 †1135 | AL-MUSTARSHID *1092 †1135 | AL-MUSTARSHID *1092 †1135 | AL-MUQTAFÎ *1096 †1160                      | AL-MUQTAFÎ *1096 †1160      | AL-MUQTAFÎ *1096 †1160      | AL-MUQTAFÎ *1096 †1160      | AL-MUQTAFÎ *1096 †1160      | AL-MUQTAFÎ *1096 †1160      |                       |                       |                       |                       |                       |                       |                      |                      |                      |                      |                      |                      |  |  |  |  |  |  |  |  |  |  |  |  |  |  |  |  |  |  |  |  |  |  |  |  |
|                      |                      |                      |                      |                      |                      |                              |                              |                              |                              |                              |                              | AL-RÂSHID *1109 †1138     | AL-RÂSHID *1109 †1138     | AL-RÂSHID *1109 †1138     | AL-RÂSHID *1109 †1138     | AL-RÂSHID *1109 †1138     | AL-RÂSHID *1109 †1138     | AL-MUSTANJID *1124 †1171                    | AL-MUSTANJID *1124 †1171    | AL-MUSTANJID *1124 †1171    | AL-MUSTANJID *1124 †1171    | AL-MUSTANJID *1124 †1171    | AL-MUSTANJID *1124 †1171    |                       |                       |                       |                       |                       |                       |                      |                      |                      |                      |                      |                      |  |  |  |  |  |  |  |  |  |  |  |  |  |  |  |  |  |  |  |  |  |  |  |  |
|                      |                      |                      |                      |                      |                      |                              |                              |                              |                              |                              |                              | AL-RÂSHID *1109 †1138     | AL-RÂSHID *1109 †1138     | AL-RÂSHID *1109 †1138     | AL-RÂSHID *1109 †1138     | AL-RÂSHID *1109 †1138     | AL-RÂSHID *1109 †1138     | AL-MUSTANJID *1124 †1171                    | AL-MUSTANJID *1124 †1171    | AL-MUSTANJID *1124 †1171    | AL-MUSTANJID *1124 †1171    | AL-MUSTANJID *1124 †1171    | AL-MUSTANJID *1124 †1171    |                       |                       |                       |                       |                       |                       |                      |                      |                      |                      |                      |                      |  |  |  |  |  |  |  |  |  |  |  |  |  |  |  |  |  |  |  |  |  |  |  |  |
|                      |                      |                      |                      |                      |                      |                              |                              |                              |                              |                              |                              |                           |                           |                           |                           |                           |                           | AL-MUSTAḌĪ' *1142 †1180                     |                             |                             |                             |                             |                             |                       |                       |                       |                       |                       |                       |                      |                      |                      |                      |                      |                      |  |  |  |  |  |  |  |  |  |  |  |  |  |  |  |  |  |  |  |  |  |  |  |  |
|                      |                      |                      |                      |                      |                      |                              |                              |                              |                              |                              |                              |                           |                           |                           |                           |                           |                           |                                             |                             |                             |                             |                             |                             |                       |                       |                       |                       |                       |                       |                      |                      |                      |                      |                      |                      |  |  |  |  |  |  |  |  |  |  |  |  |  |  |  |  |  |  |  |  |  |  |  |  |
|                      |                      |                      |                      |                      |                      |                              |                              |                              |                              |                              |                              |                           |                           |                           |                           |                           |                           | AL-NĀṢIR *1158 †1225                        |                             |                             |                             |                             |                             |                       |                       |                       |                       |                       |                       |                      |                      |                      |                      |                      |                      |  |  |  |  |  |  |  |  |  |  |  |  |  |  |  |  |  |  |  |  |  |  |  |  |
|                      |                      |                      |                      |                      |                      |                              |                              |                              |                              |                              |                              |                           |                           |                           |                           |                           |                           |                                             |                             |                             |                             |                             |                             |                       |                       |                       |                       |                       |                       |                      |                      |                      |                      |                      |                      |  |  |  |  |  |  |  |  |  |  |  |  |  |  |  |  |  |  |  |  |  |  |  |  |
|                      |                      |                      |                      |                      |                      |                              |                              |                              |                              |                              |                              |                           |                           |                           |                           |                           |                           | AL-ẒĀHIR *1176 †1226                        |                             |                             |                             |                             |                             |                       |                       |                       |                       |                       |                       |                      |                      |                      |                      |                      |                      |  |  |  |  |  |  |  |  |  |  |  |  |  |  |  |  |  |  |  |  |  |  |  |  |
|                      |                      |                      |                      |                      |                      |                              |                              |                              |                              |                              |                              |                           |                           |                           |                           |                           |                           |                                             |                             |                             |                             |                             |                             |                       |                       |                       |                       |                       |                       |                      |                      |                      |                      |                      |                      |  |  |  |  |  |  |  |  |  |  |  |  |  |  |  |  |  |  |  |  |  |  |  |  |
|                      |                      |                      |                      |                      |                      |                              |                              |                              |                              |                              |                              |                           |                           |                           |                           |                           |                           | AL-MUSTANṢIR *1192 †1242                    |                             |                             |                             |                             |                             |                       |                       |                       |                       |                       |                       |                      |                      |                      |                      |                      |                      |  |  |  |  |  |  |  |  |  |  |  |  |  |  |  |  |  |  |  |  |  |  |  |  |
|                      |                      |                      |                      |                      |                      |                              |                              |                              |                              |                              |                              |                           |                           |                           |                           |                           |                           |                                             |                             |                             |                             |                             |                             |                       |                       |                       |                       |                       |                       |                      |                      |                      |                      |                      |                      |  |  |  |  |  |  |  |  |  |  |  |  |  |  |  |  |  |  |  |  |  |  |  |  |
|                      |                      |                      |                      |                      |                      |                              |                              |                              |                              |                              |                              |                           |                           |                           |                           |                           |                           | AL-MUSTA'ṢIM *1213 †1258                    |                             |                             |                             |                             |                             |                       |                       |                       |                       |                       |                       |                      |                      |                      |                      |                      |                      |  |  |  |  |  |  |  |  |  |  |  |  |  |  |  |  |  |  |  |  |  |  |  |  |

## I Califfi abbasidi del Cairo
1. al-Mustanṣir (1261)
2. al-Hākim I (1262-1302)
3. al-Mustakfī I (1302-1340)
4. al-Wāthiq I (1340-1341)
5. al-Hākim II (1341-1352)
6. al-Muʿtadid I (1352-1362)
7. al-Mutawakkil I (1362-1383)
8. al-Wāthiq II (1383-1386)
9. al-Muʿtaṣim (1386-1389)
10. al-Mutawakkil I (1389-1406) (secondo regno)
11. al-Mustaʿīn (1406-1414)
12. al-Muʿtadid II (1414-1441)
13. al-Mustakfī II (1441-1451)
14. al-Qāʾim (1451-1455)
15. al-Mustanjid (1455-1479)
16. al-Mutawakkil II (1479-1497)
17. al-Mustamsik (1497-1508) e dal 1516 al 1517 come plenipotenziario del padre
18. al-Mutawakkil III (1508-1517)